# JETT SETT
2004年、Guitar & VocalのMAHを中心として東京で結成された。3ピースパンク・ロック・バンド。
メンバーはMAH（マー）、GORO（ゴロー）、TSUGIO（ツギオ）。